# Grigássy Éva
Grigássy Éva (Kákosy Lászlóné) (Beregszász, 1925. augusztus 22. – Budapest, 2002. szeptember 25.) magyar költő, műfordító, újságíró, Kákosy László egyiptológus felesége.

## Életpályája
Szülei: Grigássy Mihály és Szarka Anna volt. 1940-től folyamatosan jelentek meg írásai. 1948-tól az ukrán népköltészet és klasszikus irodalom - Sevcsenko, Franko, Ukrajinka, Sztefanik, Janovszkij - egyik legkorábbi fordítója volt. 1953-tól a Falurádió krónikása, a Rádiólexikon és a Rádió Szabadegyeteme szerkesztő-riportere volt. 1985-től a Zoltán Attila Irodalmi Díj alapítója és védnöke volt.

## Munkássága
Fordította Puskin, Fjodor Mihajlovics Dosztojevszkij, Fonvizin, Pomjalovszkij, Giljarovszkij, Blok, Paszternak, Bulgakov, Kaverin műveit, a SZU népeinek költészetét, Horatius, Becher, Louis Aragon, Gautier, Shelley verseit. Elsőként vállalkozott az óegyiptomi himnuszköltészet eredetiből való művészi megszólaltatására, lefordította a magyar egyiptomi ásatás irodalmi leleteit.

## Magánélete
1968-ban házasságot kötött Kákosy László (1932-2003) egyiptológussal.

## Művei
- Asszony a tükörrel. Grigássy Éva költeményei; szerzői, Eger, 1947

## Műfordításai
- N. Popova: Urali futár (elbeszélések, 1950)
- H. Beecher-Stowe: Tamás bátya kunyhója (regény, 1951)
- Glinternik: Versenytorna (1951)
- Izjumszkij: Vörös vállpántok (ifjúsági regény, 1951)
- V. G. Ljaszkovszkij: Nyughatatlan család (regény, 1951)
- L. Pantyelejev-N. Bogdanov: Harcos ifjúság (elbeszélések, 1951)
- I. Liksztanov: Zöld kő (regény, 1952)
- A. Grigulisz: A harmadik brigád (ifjúsági regény, 1953)
- L. Baty-A. Dejcs: Sevcsenko (életrajz, 1954)
- P. A. Pavlenko: Két király és egyéb elbeszélések (Brodszky Erzsébettel, Rab Zsuzsával, 1955)
- A. Turcsinszka: Csillagok a Verhovina felett (regény, 1956)
- A. Osztrovszkij: Nem vagy egyedül! (regény, 1960)
- O. Visnya: Jó vadászatot (vadásztörténetek, 1962)
- J. German: Zsebmetszők (regény, 1963)
- J. P. Dold-Mihajlik: Fekete lovagok között (regény, 1966)
- V. A. Giljarovszkij: Moszkvai alvilág. Kóbor éveim (elbeszélések, 1966)
- J. I. Janovszkij: Lovasok (regények, 1967)
- M. A. Bulgakov: A fehér gárda (regény, 1968)
- J. A. Geraszimov: Öt nap pihenő (kisregény, 1972)
- J. A. Geraszimov: Gyűrűzik a víz... (regény, 1973)
- F. M. Dosztojevszkij: A hasonmás (regény, 1974)
- A. A. Vajner-G. A. Vajner: A gyilkos ismeretlen (bűnügyi regény, 1974)
- V. A. Kaverin: Tükör előtt (regény, 1977)
- V. A. Giljarovszkij: Moszkva és a moszkvaiak (1979)
- N. Dumbadze: Az örökkévalóság törvénye (regény, 1981)
- B. V. Izumszkij: Vörös vállpántok (regény, 1983)
- F. M. Dosztojevszkij: Kisregények és elbeszélések (Devecseriné Guthi Erzsébettel és Makai Imrével, 1984)
- A. Besztuzsev-Marlinszkij: A reveli torna (kisregény, 1986)

## Díjai, kitüntetései
- Európa Könyvkiadó Aranykoszorús jelvénye (1970)
- Magyar-Szovjet Baráti Társaság Aranykoszorús Emlékérme (1970)
- A Magyar Köztársasági Érdemrend kiskeresztje (1995)
- Leszja Ukrainka Emlékérem (1997)
- Az Év Asszonya (1998)
- Salvatore Quasimodo költőverseny díja (1998)
- az Ada Negri költőverseny különdíja